# Bergstrand (krater księżycowy)
Bergstrand – krater uderzeniowy znajdujący się na niewidocznej z Ziemi stronie Księżyca. Położony jest na południowy wschód od krateru Aitken i na północny wschód od krateru Vertregt.
Brzeg Bergstrand jest mniej więcej kolisty, wzdłuż południowo-zachodniej ściany znajduje się większy krater satelitarny Bergstrand Q. Zewnętrzna ściana jest tylko minimalnie zniszczona, z jednym małym kraterem pokrywającym południową krawędź. Wnętrze jest dość płaskie z paroma małymi kraterami.

## Satelickie kratery
| Bergstrand | Szerokość | Długość  | Średnica |
| ---------- | --------- | -------- | -------- |
| G          | 20,0° S   | 179,4° E | 34 km    |
| J          | 20,4° S   | 178,2° E | 25 km    |
| Q          | 20,1° S   | 175,1° E | 59 km    |